# Kiki Cutter
Pour les articles homonymes, voir Cutter.
Kiki Cutter, née le 24 juillet 1949 à Bend (Oregon), est une skieuse alpine américaine.

## Palmarès

### Coupe du monde
- Meilleur résultat au classement général : 4e en 1969
  - 5 victoires : 1 géant et 4 slaloms

#### Saison par saison
- Coupe du monde 1967 :
  - Classement général : 27e
- Coupe du monde 1968 :
  - Classement général : 9e
    - 1 victoire en slalom : Oslo
- Coupe du monde 1969 :
  - Classement général : 4e
    - 1 victoire en géant : Oberstaufen
    - 2 victoires en slalom : Mont Sainte-Anne et Waterville Valley
- Coupe du monde 1970 :
  - Classement général : 19e
    - 1 victoire en slalom : Saint-Gervais